# Валор (футбольный клуб)
«Ва́лор» (англ. Valour FC) — канадский профессиональный футбольный клуб из города Виннипег, провинции Манитоба. Выступает в Канадской премьер-лиге.

## История
6 мая 2017 года Канадская футбольная ассоциация единогласно утвердила создание Канадской премьер-лиги, и первыми двумя городами одобренными для размещения клубов стали Виннипег и Гамильтон. Владельцами этих клубов стали команды Канадской футбольной лиги «Виннипег Блю Бомберс» и «Гамильтон Тайгер-Кэтс» соответственно. Президентом виннипегского клуба был назначен Уэйд Миллер, генеральный директор «Виннипег Блю Бомберс».
6 июня 2018 года «Валор» был официально представлен в качестве одного из клубов-учредителей Канадской премьер-лиги. Также были презентованы эмблема, цвета и символика клуба. 26 июня клуб назначил Роба Гейла первым главным тренером и генеральным менеджером.
В итоговой турнирной таблице «Валор» занял 6-е место из 7 клубов в 2019 году, 6-е место из 8 клубов в 2020 году и 5-е место из 8 клубов в 2021 году. 23 сентября 2021 года, находясь на 5-м месте, «Валор» уволил главного тренера Роба Гейла и назначил вместо него Филлипа Дос Сантоса.

## Стадион
Клуб проводит свои домашние матчи на «Ай-джи Филд», стадионе для канадского футбола вместимостью 33 234 места. Стадион был открыт в 2013 году в кампусе Манитобского университета рядом с «Юниверсити Стэдиум». Стадион также используется для канадского футбола командой «Виннипег Блю Бомберс», футбольной командой Манитобского университета «Юниверсити оф Манитоба Байсонс» и молодёжной командой «Виннипег Райфлс».

## Символика
Название клуба связано с Валор Роуд (с англ. — «улица Доблести») в Виннипеге, названного в честь капрала Лео Кларка, сержант-майора Фредерика Уильяма Холла и лейтенанта Роберта Шенкланда, которые жили на этой улице и получили Крест Виктории за храбрость во время Первой мировой войны.
Буква «V» в центре эмблемы имитирует сложенную ленту медали, а также символизирует место слияния рек Ред-Ривер и Ассинибойн в Виннипеге. Правая часть буквы «V» образует букву «W», обозначающую Виннипег, а круг под буквой «V» выполнен в форме медали Креста Виктории. Пшеница в верхней части герба символизирует сельскохозяйственную отрасль Манитобы.
Официальные цвета клуба — бордовый, золотой и чёрный (клуб называет их «бордовый цвет доблести», «золотая пшеница» и «чёрный цвет земли»). Эти цвета символизируют ленту Креста Виктории и пшеничные поля и почву Канадских прерий.

## Главные тренеры
- Роб Гейл (26 июня 2018 — 23 сентября 2021)
- Филлип Дос Сантос (23 сентября 2021 — н. в.)